# Federalny Trybunał Konstytucyjny

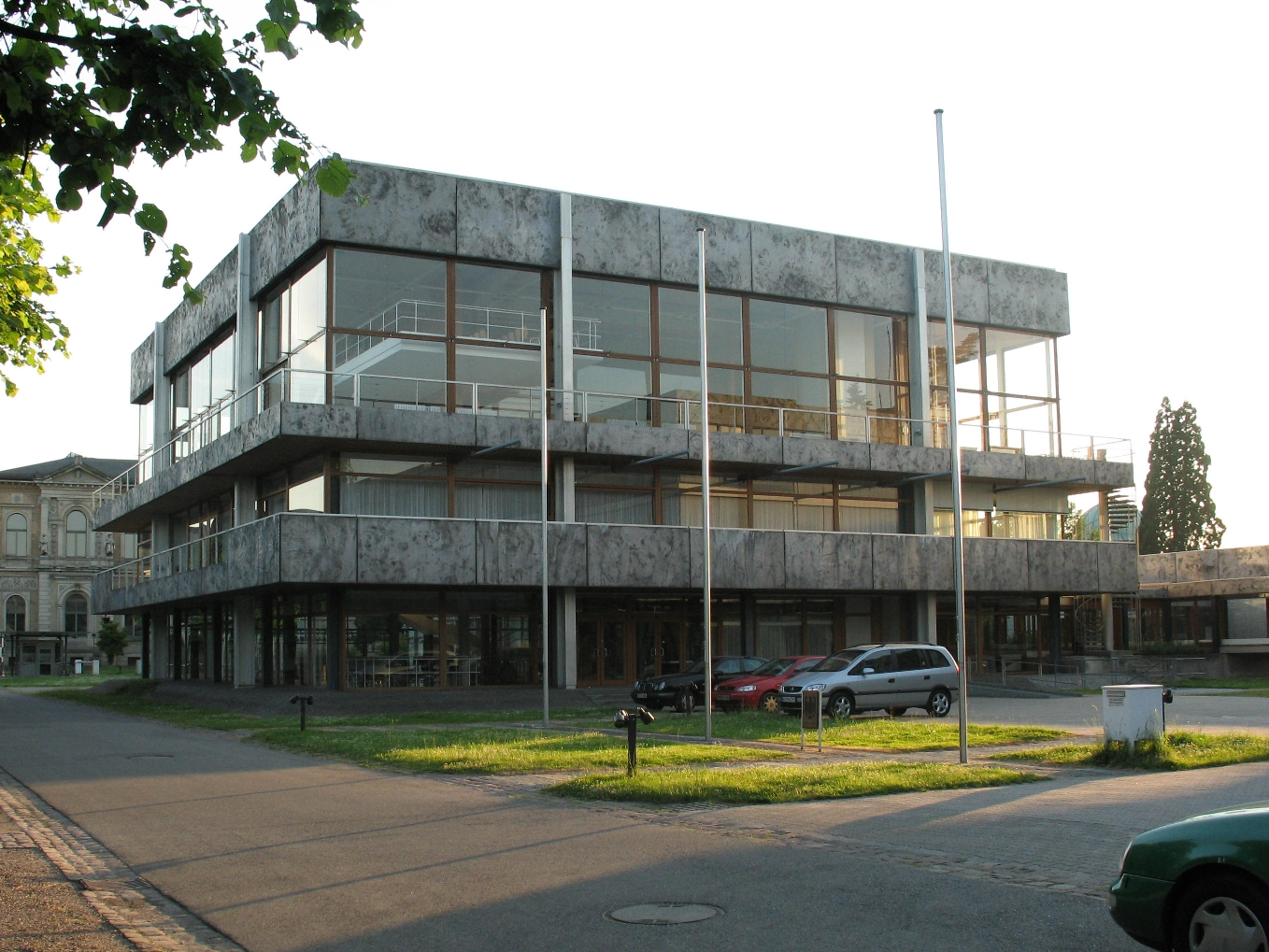
BVerfG od północnego wschodu

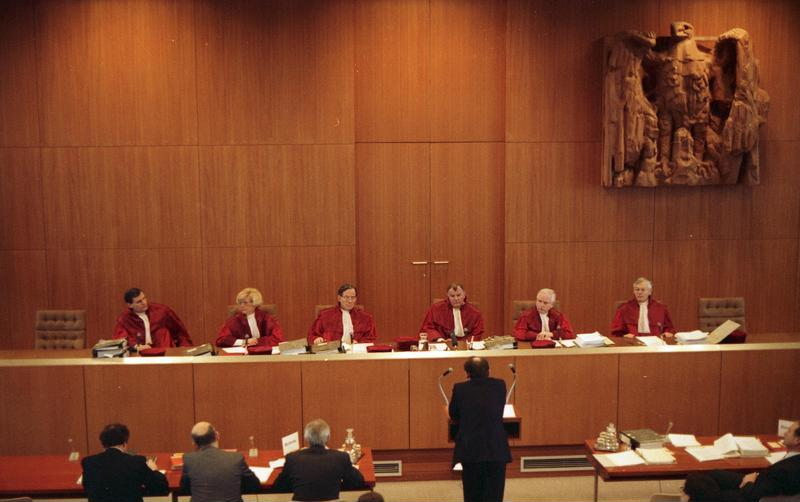
Rozprawa przed Federalnym Trybunałem Konstytucyjnym

Federalny Trybunał Konstytucyjny (niem. Bundesverfassungsgericht, BVerfG) – sąd konstytucyjny Republiki Federalnej Niemiec. Kontroluje zgodność wydawanych aktów prawnych z konstytucją (Grundgesetz). Ma siedzibę w Karlsruhe.

## Geneza
O sądownictwie konstytucyjnym w Niemczech w sensie ścisłym można mówić dopiero od II połowy XX wieku. Zresztą przez długi czas nie istniało jednolite państwo niemieckie o unitarnym charakterze. Słaba pozycja parlamentu w poszczególnych krajach niemieckich nie mogła sprzyjać wykształceniu się koncepcji suwerenności ustawy. Kontrola zgodności ustaw z konstytucją przez długi czas miała charakter drugorzędny, aby nie powiedzieć marginalny. Kluczową instytucją w systemie gwarancji konstytucyjnych była konstytucyjna odpowiedzialność ministrów przed Trybunałem Stanu (Staatsgerichtshof) lub sądem najwyższym.
Wysuwano też koncepcję wprowadzenia skargi konstytucyjnej i sądowego trybu rozstrzygania sporów pomiędzy władcą a parlamentem. Próbę urzeczywistnienia tych postulatów podjęli twórcy konstytucji frankfurckiej w okresie Wiosny Ludów. Konstytucja ta przewidywała powołanie do życia Sądu Rzeszy (Reichsgericht) o następujących kompetencjach:
- rozstrzyganie sporów federalnych
- rozstrzyganie sporów między organami Rzeszy
- orzekanie w przedmiocie odpowiedzialności konstytucyjnej ministrów
- orzekanie w przedmiocie skargi konstytucyjnej.

Mankamentem postanowień konstytucji było pozbawienie Reichsgericht kontroli konstytucyjności aktów normatywnych. Pomimo że konstytucja ta nigdy nie weszła w życie, to wytyczyła kierunek zmian, które zaistniały w późniejszym czasie. Bezpośrednio po Wiośnie Ludów można jednak zaobserwować regres w systemie gwarancji konstytucyjnych, a nie rozwój.
Konstytucja Prus z 1850 r. nie przyznawała sądom prawa orzekania o konstytucyjności ustaw. Jeszcze bardziej niekorzystne zmiany miały miejsce w okresie Związku Północnoniemieckiego, jak i Cesarstwa Niemieckiego. Wówczas to zniesiono odpowiedzialność konstytucyjną ministrów, a spory federalne rozstrzygał Bundesrat. Zmiany te korelowały ze stanowiskiem doktryny, np. teorią promulgacji P. Labanda, zgodnie z którą sam akt promulgacji jest koniecznym i wystarczającym warunkiem konstytucyjności ustawy.
Bardziej postępowe zmiany, choć nie tak zaawansowane jak w Austrii, przyniosła konstytucja weimarska z 1919 r. Mocą jej postanowień utworzono Trybunał Stanu (Staatsgerichtshof) o następujących uprawnieniach:
- orzekanie w przedmiocie odpowiedzialności prezydenta i ministrów Rzeszy
- rozstrzyganie sporów federalnych
- rozstrzyganie sporów konstytucyjnych w obrębie poszczególnych krajów Rzeszy.

Pomimo tych kompetencji Trybunał Stanu nie pełnił roli sądu konstytucyjnego, gdyż nie posiadał prawa kontrolowania konstytucyjności aktów normatywnych.
Milczenie konstytucji w tej materii zrodziło jednak spory interpretacyjne. Część doktryny opowiedziała się za prawem sędziego do odmowy stosowania niekonstytucyjnych ustaw na tle konkretnej sprawy sądowej (H. Triepel, H. Nawiasky). Dominowało jednak stanowisko przeciwników kontroli sądowej (G. Jellinek, R. Thoma, C. Schmitt, G. Radbruch). Orzecznictwo nie zważając na doktrynę opowiedziało się za dopuszczeniem kontroli konstytucyjności ustaw Rzeszy przez stosujące je sądy. Szczególnie silnie zostało to wyartykułowane w orzeczeniu Sądu Rzeszy z dnia 4 listopada 1925 r. To precedensowe orzeczenie nie utorowało jednak drogi do sądowej kontroli konstytucyjności aktów prawnych. Na zmiany trzeba było czekać do okresu po drugiej wojnie światowej.
Pierwsze sądy konstytucyjne – Hüter der Verfassung – powstawały na szczeblu krajowym w latach 1946–1951. Pomimo tego, że niekiedy działały pod dawną nazwą Staatsgerichtshof, to wszystkie one uzyskały prawo do kontroli zgodności ustaw krajowych z konstytucją krajową. Federalny Trybunał Konstytucyjny został przewidziany w Ustawie Zasadniczej z 1949 r. Realizując postanowienia konstytucji ustawą z dnia 12 marca 1951 r. powołano do życia Bundesverfassungsgericht – Federalny Trybunał Konstytucyjny.

## Struktura Trybunału i status sędziego
Federalny Trybunał Konstytucyjny składa się z dwóch senatów, każdy liczący po ośmiu sędziów. Ogólna liczba sędziów wynosi zatem 16.

### Dwa senaty
Podział Trybunału na dwie izby (senaty) współcześnie zapewnia większą sprawność jego działania, przy coraz większej liczbie spraw do niego trafiających. Geneza tej dychotomicznej struktury była jednak inna. Uważano bowiem, że przy zwiększonych wpływach SPD w jednym senacie, a CDU/CSU w drugim, rozwiązanie powyższe zapewni względną równowagę sił. Każdy z sędziów może zasiadać tylko w jednym senacie, do którego jest przydzielony na cały okres swojej kadencji. Każdy z senatów ma też odmiennie zakreśloną właściwość rzeczową. W obrębie senatów funkcjonują też izby (Kammer), których zadania dotyczą głównie procedury związanej z rozpoznawaniem skarg konstytucyjnych.
Każdy z senatów powołuje na okres roku kilka izb, składających się z 3 sędziów. Skład izby musi ulec zmianie po upływie maksymalnie 3 lat.
Trybunał nie podlega żadnej kontroli zewnętrznej.

### Sędziowie

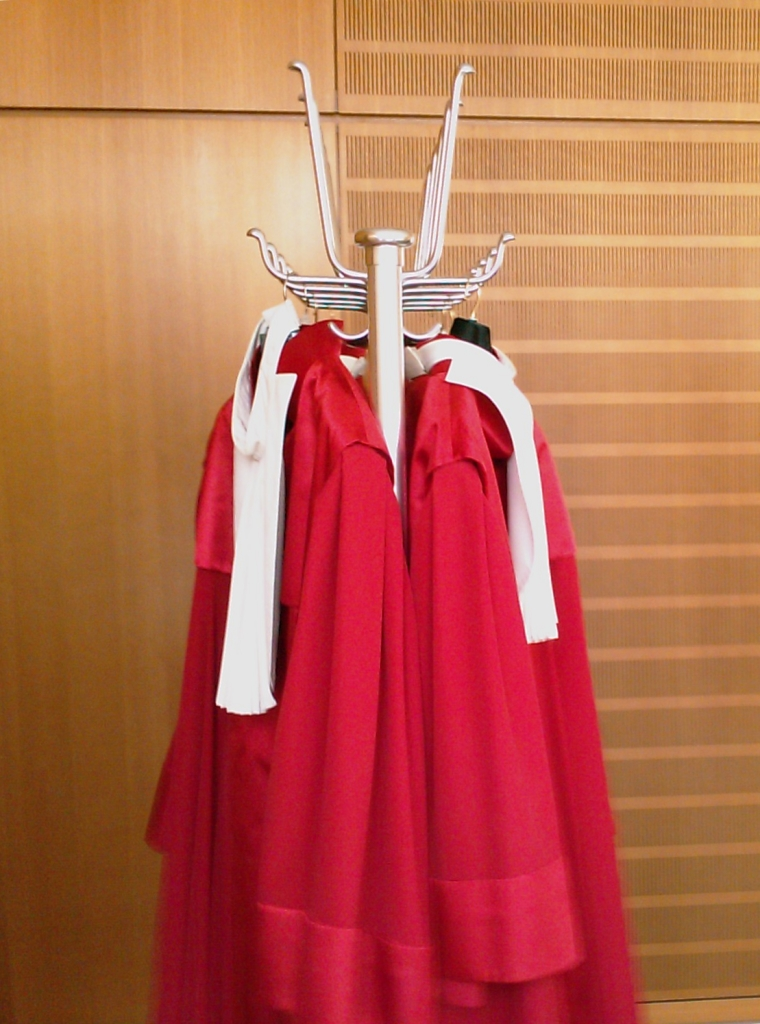
Strój urzędowy (używany w czasie rozpraw) sędziego Federalnego Trybunału Konstytucyjnego

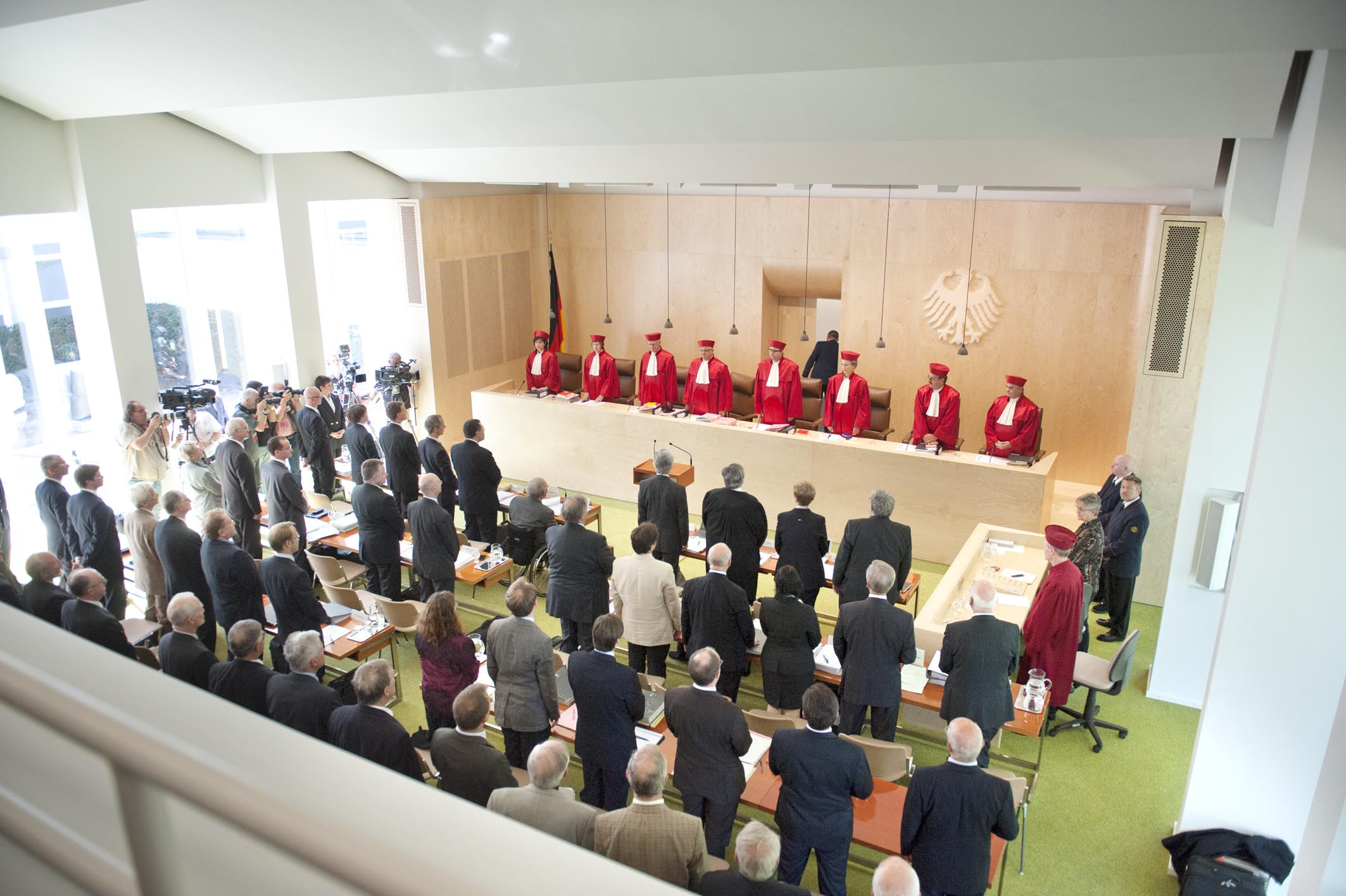
Federalny Trybunał Konstytucyjny

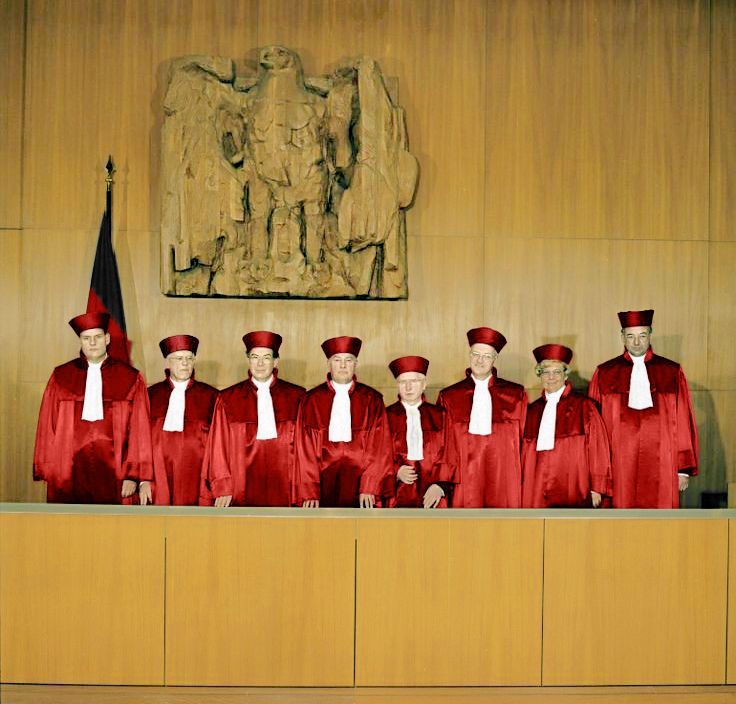
Sędziowie Federalnego Trybunału Konstytucyjnego

Sędziowie są powoływani w połowie przez Parlament Federalny (Bundestag), w połowie przez Radę Federalną (Bundesrat). Bundestag dokonuje wyboru w wyborach pośrednich przy pomocy Komisji Wyboru Sędziów Federalnego Trybunału Konstytucyjnego liczącej 12 członków, z których co najmniej 8 musi zaaprobować kandydaturę. Z kolei Bundesrat wybiera sędziów większością 2/3 głosów ogólnej liczby swych członków. Sędziów wybiera się na kadencje indywidualne, co sprawia, że z reguły nie powstaje potrzeba jednoczesnego obsadzenia większej liczby wakatów.
Członkowie Trybunału muszą posiadać kwalifikacje na urząd sędziego, przy czym po trzech sędziów każdego senatu wybiera się spośród sędziów najwyższych organów sądowych Federacji legitymujących się co najmniej 3-letnim stażem. Muszą też mieć ukończone 40 lat. Piastowania urzędu sędziowskiego nie mogą łączyć z żadną inną działalnością zawodową, z wyjątkiem stanowiska wykładowcy prawa w niemieckiej szkole wyższej.
Procedura powoływania sędziów wymaga poczynienia uzgodnień pomiędzy najsilniejszymi frakcjami w parlamencie. Za sprawą takiego kompromisu unika się wyboru sędziów o poglądach radykalnych, skrajnych. Ponadto w drodze politycznego zwyczaju przyjęło się, że po opróżnieniu stanowiska sędziego wybranego z inicjatywy chadecji prawo wskazania kandydata na jego miejsce pozostaje nadal w gestii CDU/CSU, a pozostałe siły polityczne nie powinny się temu sprzeciwić. Sytuacja jest analogiczna, gdy wakat nastąpił w związku z upływem kadencji sędziego z ramienia SPD.
Uchwały senatu dla swojej ważności wymagają obecności przynajmniej 6 sędziów. Rozstrzygnięcia zapadają większością głosów sędziów obecnych na posiedzeniu, chyba że ustawa stanowi inaczej. W sprawach o pozbawienie praw zasadniczych, o sprzeczność programów i działań partii politycznych z konstytucją, o odpowiedzialności konstytucyjnej prezydenta i w przedmiocie odpowiedzialności sędziów federalnych i krajowych, orzeczenia niekorzystne dla strony oponującej wniosek zapadają większością 2/3 członków senatu. Plenum Federalnego Trybunału Konstytucyjnego rozstrzyga natomiast większością 2/3 sędziów każdego senatu kwestie prawne, gdy jeden senat zamierza odstąpić od poglądu prawnego wyrażonego w orzeczeniu drugiego senatu.
Kadencja sędziego Trybunału wynosi 12 lat. Niedopuszczalny jest ponowny wybór tego samego sędziego po upływie kadencji. Przed upływem 12-letniej kadencji sędzia ustępuje z urzędu, jeśli osiągnie wiek emerytalny, który wynosi 68 lat. Ponadto Prezydent Federalny na wniosek Trybunału poparty większością 2/3 członków może przenieść sędziego w stan spoczynku w przypadku trwałej niezdolności do pełnienia obowiązków lub zwolnić sędziego w razie prawomocnego skazania za czyn popełniony z niskich pobudek, skazania na karę pozbawienia wolności powyżej 6 miesięcy czy poważnego, zawinionego naruszenia obowiązków.

### Prezydent Federalnego Trybunału Konstytucyjnego
Na czele Trybunału stoi prezydent, będący przełożonym wszystkich jego urzędników oraz według oficjalnego protokołu piątą osobą w państwie (po prezydencie federalnym, przewodniczącym Bundestagu, kanclerzu i przewodniczącym Bundesratu). Dotychczas następujące osoby sprawowały ten urząd:
| Prezydenci Federalnego Trybunału Konstytucyjnego |                                    |                   |                      |
| Nr                                               | Imię i nazwisko                    | Początek kadencji | Koniec kadencji      |
| 1                                                | Hermann Höpker-Aschoff (1883–1954) | 7 września 1951   | 15 stycznia 1954     |
| 2                                                | Josef Wintrich (1891–1958)         | 23 marca 1954     | 19 października 1958 |
| 3                                                | Gebhard Müller (1900–1990)         | 8 stycznia 1959   | 8 grudnia 1971       |
| 4                                                | Ernst Benda (1925–2009)            | 8 grudnia 1971    | 20 grudnia 1983      |
| 5                                                | Wolfgang Zeidler (1924–1987)       | 20 grudnia 1983   | 16 listopada 1987    |
| 6                                                | Roman Herzog (ur. 1934)            | 16 listopada 1987 | 30 czerwca 1994      |
| 7                                                | Jutta Limbach (ur. 1934)           | 30 czerwca 1994   | 10 kwietnia 2002     |
| 8                                                | Hans-Jürgen Papier (ur. 1943)      | 10 kwietnia 2002  | 16 marca 2010        |
| 9                                                | Andreas Voßkuhle (ur. 1963)        | 16 marca 2010     | 2020                 |
| 10                                               | Stephan Harbarth (ur. 1971)        | 22 stycznia 2020  |                      |

## Siedziba Trybunału
Siedzibą Federalnego Trybunału Konstytucyjnego jest Karlsruhe.
Trybunał zajmuje zbudowany w latach 60. XX wieku zespół stalowo-szklanych pawilonów, zaprojektowany przez Paula Baumgartena i swoją lekkością i przejrzystością symbolizujący demokratyczne idee. Stanowiący zachodnią pierzeję placu Zamkowego (Schlossplatz) i położony między zamkiem a galerią sztuki zespół budynków otoczony jest niewielkim obszarem, na którym zakazane są wszelkie manifestacje i inne zgromadzenia.

## Właściwość Trybunału
Właściwość rzeczowa Federalnego Trybunału Konstytucyjnego jest silnie rozbudowana. Określają ją art. 93, 99, 100 Ustawy Zasadniczej Republiki Federalnej Niemiec i art. 13 ustawy o Federalnym Trybunale Konstytucyjnym. Do najważniejszych kompetencji Trybunału należy orzekanie w przedmiocie:
1. formalnej lub materialnej zgodności prawa federalnego lub prawa krajowego z ustawą zasadniczą
2. zgodności prawa krajowego z pozostałym prawem federalnym
3. skargi konstytucyjnej (sprawy dotyczące skargi konstytucyjnej stanowią 95% wszystkich rozpoznawanych przez Trybunał spraw[potrzebny przypis])
4. odpowiedzialności konstytucyjnej prezydenta federalnego
5. sprzeczności działalności partii politycznych z konstytucją i zakazu działalności
6. pozbawienia praw zasadniczych
7. zgodności rozstrzygnięcia Parlamentu Federalnego o ważności wyborów oraz o nabyciu lub utracie mandatu w Parlamencie Federalnym
8. sporów o zakres praw i obowiązków najwyższych organów federalnych lub innych podmiotów wyposażonych we własne prawa, tzw. spory kompetencyjne
9. sporów co do praw i obowiązków Federacji i poszczególnych krajów
10. sporów konstytucyjnych z terenu danego kraju, jeżeli ustawa krajowa kompetencję do ich rozstrzygnięcia powierzyła Federalnemu Trybunałowi Konstytucyjnemu
11. złożenia sędziego federalnego lub krajowego z urzędu, przeniesienia na inne stanowisko lub w stan spoczynku w przypadkach przewidzianych w art. 98 ust. 2 i 5 ustawy zasadniczej
12. odpowiedzialności sędziów Federalnego Trybunału Konstytucyjnego.